# Exemplar
Un exemplar és cadascuna de les manifestacions físiques concretes, i idèntiques entre si, de què consta una edició, una impressió (o reimpressió), un tiratge, etc. Per exemple: "La primera edició d'aquest llibre consta de deu mil exemplars" (o "té un tiratge de deu mil exemplars"); "Aquest disc ha tingut tant d'èxit que se n'ha venut un milió d'exemplars".

## Exemplar i còpia
Cal distingir entre exemplar i còpia: com en referència a qualsevol altra mena d'objecte, la còpia és una imitació d'un original. Per exemple, d'un de qualsevol dels deu mil exemplars idèntics d'aquella primera edició d'un llibre, hom pot fer una còpia (mecanografiada, o fotocopiada, etc.). Per definició, la còpia no és pas original (ambdós mots són antònims exactes); no és cap dels exemplars de l'edició. I sovint fer còpies és il·legal, a més a més.
Aquest aclariment hauria estat innecessari fa uns anys (almenys pel que fa a llibres, opuscles i revistes), perquè tothom feia la distinció sistemàticament. Darrerament, però, s'ha estès l'anglicisme consistent a dir "còpia" quan caldria dir exemplar. Això es deu a calc inadvertit de l'anglès copy, mot que significa tant 'còpia' com 'exemplar'; és un cas típic de fals amic. En anglès es fa la distinció conceptual, naturalment, però ambdós conceptes s'expressen amb el mateix mot (bé que en determinats contextos el concepte de 'còpia' s'hi expressa com a counterfeit, replica, etc.). En català, en canvi, com en totes les llengües romàniques, aquesta distinció conceptual s'expressa mitjançant l'ús de mots diferents per a cadascun d'aquests conceptes.

## Exemplar i exemple
Paral·lelament, i també entorn del mot exemplar, es produeix una altra mena d'anglicisme consistent a emprar el mot exemplar amb el valor que té en anglès, però no en català (un altre fals amic), és a dir, amb el valor de 'exemple', 'mostra', com quan es diu, erròniament: "Aquesta església és un *exemplar* notable d'arquitectura romànica". L'església en qüestió, evidentment, no és cap "exemplar" de res, però sí que és un (bon) exemple, una mostra (notable) d'arquitectura romànica.

## Exemplar i número
Un tercer error d'ús del mot exemplar, molt recent com els anteriors, consisteix a emprar el mot en comptes de número (de revista, de diari, etc.). Per exemple, a voltes es diu "D'aquesta revista només en va sortir un *exemplar*", quan en realitat es vol dir que només en va sortir un número, el primer, i que tot seguit la publicació s'estroncà. Naturalment, aquell número 1 devia constar d'un cert nombre d'exemplars; crear un exemplar únic d'una revista fóra molt car i bastant absurd.